# Matt Crooks
Matt Davidson Rider Crooks (Leeds, 20 gennaio 1994) è un calciatore inglese, centrocampista dell'Hull City.

## Carriera
Cresciuto prima nelle giovanili del Manchester Utd prima e dell'Huddersfield Town poi debutta in prima squadra il 9 agosto 2014 nella sconfitta per 4 reti a zero in casa contro il Bournemouth.
Dopo varie esperienze tra cui all'Accrington Stanley e al Northampton Town i trasferisce al Rotherham Utd. 
Il 23 luglio 2021 si trasferisce al Middlesbrough.

## Statistiche

### Presenze e reti nei club
Statistiche aggiornate al 7 gennaio 2023.
| Stagione                  | Squadra                   | Campionato                | Campionato | Campionato | Coppe nazionali | Coppe nazionali | Coppe nazionali | Coppe continentali | Coppe continentali | Coppe continentali | Altre coppe | Altre coppe | Altre coppe | Totale | Totale |
| Stagione                  | Squadra                   | Comp                      | Pres       | Reti       | Comp            | Pres            | Reti            | Comp               | Pres               | Retin              | Comp        | Pres        | Reti        | Pres   | Reti   |
| ------------------------- | ------------------------- | ------------------------- | ---------- | ---------- | --------------- | --------------- | --------------- | ------------------ | ------------------ | ------------------ | ----------- | ----------- | ----------- | ------ | ------ |
| 2010-2011                 | Huddersfield Town         | FLC                       | 0          | 0          | CdL             | 0               | 0               | -                  | -                  | -                  | -           | -           | -           | 0      | 0      |
| 2011-2012                 | Huddersfield Town         | FLC                       | 0          | 0          | FACup           | 0               | 0               | -                  | -                  | -                  | -           | -           | -           | 0      | 0      |
| 2012-2013                 | Huddersfield Town         | FLC                       | 0          | 0          | FACup+CdL       | 0               | 0               | -                  | -                  | -                  | -           | -           | -           | 0      | 0      |
| 2013-2014                 | Huddersfield Town         | FLC                       | 0          | 0          | FACup+CdL       | 0               | 0               | -                  | -                  | -                  | -           | -           | -           | 0      | 0      |
| 2014-ott. 2014            | Huddersfield Town         | FLC                       | 1          | 0          | CdL             | 0               | 0               | -                  | -                  | -                  | -           | -           | -           | 1      | 0      |
| Totale Huddersfield Town  | Totale Huddersfield Town  | Totale Huddersfield Town  | 1          | 0          |                 | 0               | 0               |                    | -                  | -                  |             | -           | -           | 1      | 0      |
| ott.-dic. 2014            | Hartlepool Utd            | FL2                       | 3          | 0          | FACup           | 0               | 0               | -                  | -                  | -                  | -           | -           | -           | 3      | 0      |
| gen.-giu. 2015            | Accrington Stanley        | FL2                       | 16         | 0          | FACup           | 2               | 0               | -                  | -                  | -                  | -           | -           | -           | 18     | 0      |
| 2015-2016                 | Accrington Stanley        | FL2                       | 32         | 6          | FACup+CdL       | 2+1             | 1+1             | -                  | -                  | -                  | -           | -           | -           | 35     | 8      |
| Totale Accrington Stanley | Totale Accrington Stanley | Totale Accrington Stanley | 48         | 6          |                 | 5               | 2               |                    | -                  | -                  |             | -           | -           | 53     | 8      |
| 2016- gen. 2017           | Rangers                   | SP                        | 2          | 0          | SC              | 1               | 0               | -                  | -                  | -                  | -           | -           | -           | 3      | 0      |
| gen.-giu. 2017            | Scunthorpe Utd            | FL1                       | 12         | 3          | FACup+CdL       | 0               | 0               | -                  | -                  | -                  | -           | -           | -           | 12     | 3      |
| 2017-2018                 | Northampton Town          | FL1                       | 30         | 4          | FACup+CdL       | 1+1             | 0               | -                  | -                  | -                  | -           | -           | -           | 32     | 4      |
| 2018-gen. 2019            | Northampton Town          | FL2                       | 21         | 5          | CdL             | 1               | 0               | -                  | -                  | -                  | -           | -           | -           | 22     | 5      |
| Totale Northampton Town   | Totale Northampton Town   | Totale Northampton Town   | 51         | 9          |                 | 3               | 0               |                    | -                  | -                  |             | -           | -           | 54     | 9      |
| gen.-giu. 2019            | Rotherham Utd             | FLC                       | 16         | 3          | FACup+CdL       | 0               | 0               | -                  | -                  | -                  | -           | -           | -           | 16     | 3      |
| 2019-2020                 | Rotherham Utd             | FL1                       | 33         | 9          | FACup+CdL       | 3+2             | 1+1             | -                  | -                  | -                  | -           | -           | -           | 38     | 11     |
| 2020-2021                 | Rotherham Utd             | FLC                       | 40         | 6          | FACup+CdL       | 1+1             | 0+1             | -                  | -                  | -                  | -           | -           | -           | 42     | 7      |
| Totale Rotherham United   | Totale Rotherham United   | Totale Rotherham United   | 89         | 18         |                 | 7               | 3               |                    | -                  | -                  |             | -           | -           | 96     | 21     |
| 2021-2022                 | Middlesbrough             | FLC                       | 40         | 10         | FACup           | 4               | 1               | -                  | -                  | -                  | -           | -           | -           | 44     | 11     |
| 2022-2023                 | Middlesbrough             | FLC                       | 22         | 6          | FACup           | 0               | 0               | -                  | -                  | -                  | -           | -           | -           | 22     | 6      |
| Totale Middlesbrough      | Totale Middlesbrough      | Totale Middlesbrough      | 62         | 16         |                 | 4               | 1               |                    | -                  | -                  |             | -           | -           | 66     | 17     |
| Totale Carriera           | Totale Carriera           | Totale Carriera           | 268        | 52         |                 | 21              | 6               |                    | -                  | -                  |             | -           | -           | 289    | 58     |